# Homokszínű gallító
A homokszínű gallító vagy pampa fedettcsőrű (Teledromas fuscus) a madarak osztályának verébalakúak (Passeriformes) rendjébe és a fedettcsőrűfélék (Rhinocryptidae) családjába tartozó Teledromas nem egyetlen faja.

## Rendszerezése
A fajt Philip Lutley Sclater és Osbert Salvin írták le 1873-ben, Rhinocrypta nembe Rhinocrypta fusca néven.

## Előfordulása
Argentína területén honos. Természetes élőhelyei a szubtrópusi és trópusi száraz bokrosok. Állandó, nem vonuló faj.

## Megjelenése
Testhossza 17 centiméter.

## Természetvédelmi helyzete
Az elterjedési területe nagyon nagy, egyedszáma pedig stabil. A Természetvédelmi Világszövetség Vörös listáján nem fenyegetett fajként szerepel.